# Бороздны
Бороздны — старинный малорусский дворянский род черниговских бояр и дворян.
По Деулинскому перемирию 1618 года, город Чернигов и бывшее Черниговская земля отошли к Речи Посполитой. В 1620 году польский король Сигизмунд III подтвердил за Яковом, Дмитрием, Осипом и Владимиром (сыновьями боярина Ивана Бороздны, умершего до 1620 года) права на поместья, прежде утверждённые за ними грамотами «от великих князей русских». В 1625 году Сигизмунд III пожаловал Иосифа, Лаврентия и Данила Борозднов «на деревни привилегией».
В 1648 году все Бороздны горячо поддержали восстание гетмана Богдана Хмельницкого. Универсалом 1648 года запорожский гетман подтвердил за «знатным в Войску Запорожском товарищем» Лаврентием Осиповичем Бороздной все унаследованные им родовые имения.
В 1707 году бунчуковый товарищ Иван Лаврентьевич Бороздна (сын Лаврентия Осиповича) предоставил на своей земле убежище беглому костромичу Василию Клинцу и другим гонимым старообрядцам. На землях И. Л. Бороздны В. А. Клинец основал слободу Клинцы… В 1726 году Иван Лаврентьевич был «пытан и сослан в Сибирь», откуда возвращён в конце 1727 года.
Внуком Константина Бороздны, жившего в XVII веке, был Иосиф Юрьевич Бороздна, значковый товарищ полка Стародубского (на 1702 год). В дальнейшем потомки Константина Бороздны взяли себе фамилию Костяенко. В 1723 году значковыми товарищами Стародубского полка числились Василий и Кирей Костяенко (Костяенок).
Иван Владиславович (Владимирович) Бороздна был в 1731—1740 годах генеральным судьёй. Иван Иванович (1735-62) был бунчуковым товарищем. Пётр Иванович (1765—1820) — губернский предводитель дворянства Новгород-Северского наместничества (1794-97) и уездный предводитель (поветовый маршал) — Новозыбковского уезда (1803-15). Его сын Василий Петрович (1793—1850) — автор «Видения престарелого сибирского жреца во время народной битвы при Лейпциге 1814 г.» и «Краткого описания путешествия российско-императорского посольства в Персию в 1817 году» (СПб, 1820). Другой его сын Иван Петрович (1804 или 1803—1858) — поэт и переводчик пушкинской эпохи, автор «Поэтических очерков Украйны, Одессы и Крыма» (1837). Третий сын Николай Петрович (1808—1878) — смоленский губернатор.
Определением Новгород-Северского Дворянского Депутатского Собрания род Борозднов внесен в 6-ю часть родословной книги в число древнего дворянства.

## Описание герба
Щит разделён на четыре части, из коих в первой в серебряном поле изображено сияющее солнце, во втором в голубом поле золотой полумесяц и серебряная звезда, в третьей в зелёном поле лук и стрела, обращённые: полумесяц рогами, а стрела остриём в правую сторону. В четвёртой части в красном поле перпендикулярно означены две золотые звезды.
Щит увенчан дворянским шлемом и короною со страусовыми перьями. Намёт на щите золотой и голубой, подложенный красным и серебром. Герб рода Борозднов (Бороздна) внесён в Часть 9 Общего гербовника дворянских родов Всероссийской империи, стр. 57. В «Большой энциклопедии» С. Н. Южакова род Борозднов назван «недавно угасшим».